# Adım Farah

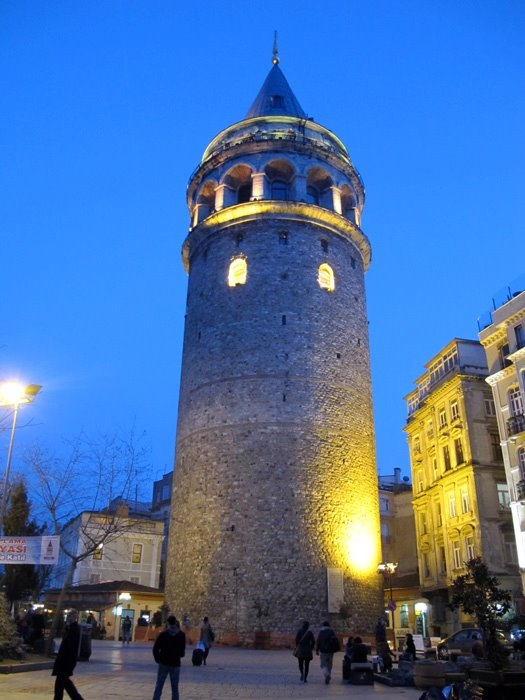
Torre Gálata de Estambul

Adım Farah (en español: Mi nombre es Farah), es una serie de televisión turca de 2023 producida por O3 Medya y emitida por FOX Turquía.
Es una adaptación de la serie de televisión argentina La chica que limpia de 2017.

## Sinopsis
Farah es una joven que ha tenido que huir de su país natal y lucha ilegalmente por sobrevivir junto a su hijo enfermo en Estambul. En una noche aparentemente ordinaria en su trabajo como limpiadora, su vida da un giro inesperado cuando presencia un asesinato en el lugar al que acude a limpiar. Este suceso la llevará a un cruce de caminos con Tahir Lekesiz, un hombre al que conoce esa misma noche. Este encuentro cambiará sus vidas para siempre y los arrastrará a un mundo de misterio, intriga y peligro.

## Reparto
- Demet Özdemir como Farah Erşadi
- Engin Akyürek como Tahir Lekesiz
- Feyyaz Duman como Behnam Azadi
- Fırat Tanış como Mehmet Koşaner
- Senan Kara como Vera Akıncı
- Lale Başar como Perihan Koşaner
- Oktay Çubuk como Kaan Akıncı
- Mert Doğan como Bekir Akıncı
- Derya Pınar Ak como Gönül Koşaner
- Kemal Burak Alper como İlyas
- Rastin Paknahad como Kerimşah
- Mustafa Avkıran como Ali Galip Akıncı
- Alper Türedi como Hamza
- Ali Sürmeli como Orhan Koşaner
- Sera Kutlubey como Merjan Azadi
- Hatice Aslan como Rahşan Azadi
- Burak Tamdoğan como Akbar Azadi

## Temporadas
| Temporada | Temporada | Episodios | Rango de episodios | Emisión original         | Emisión original        |
| Temporada | Temporada | Episodios | Rango de episodios | Inicio                   | Final                   |
| --------- | --------- | --------- | ------------------ | ------------------------ | ----------------------- |
|           | 1         | 14        | 1 - 14             | 1 de marzo de 2023       | 31 de mayo de 2023      |
|           | 2         | 13        | 15 - 27            | 27 de septiembre de 2023 | 30 de diciembre de 2023 |